# Schloss Ranfels

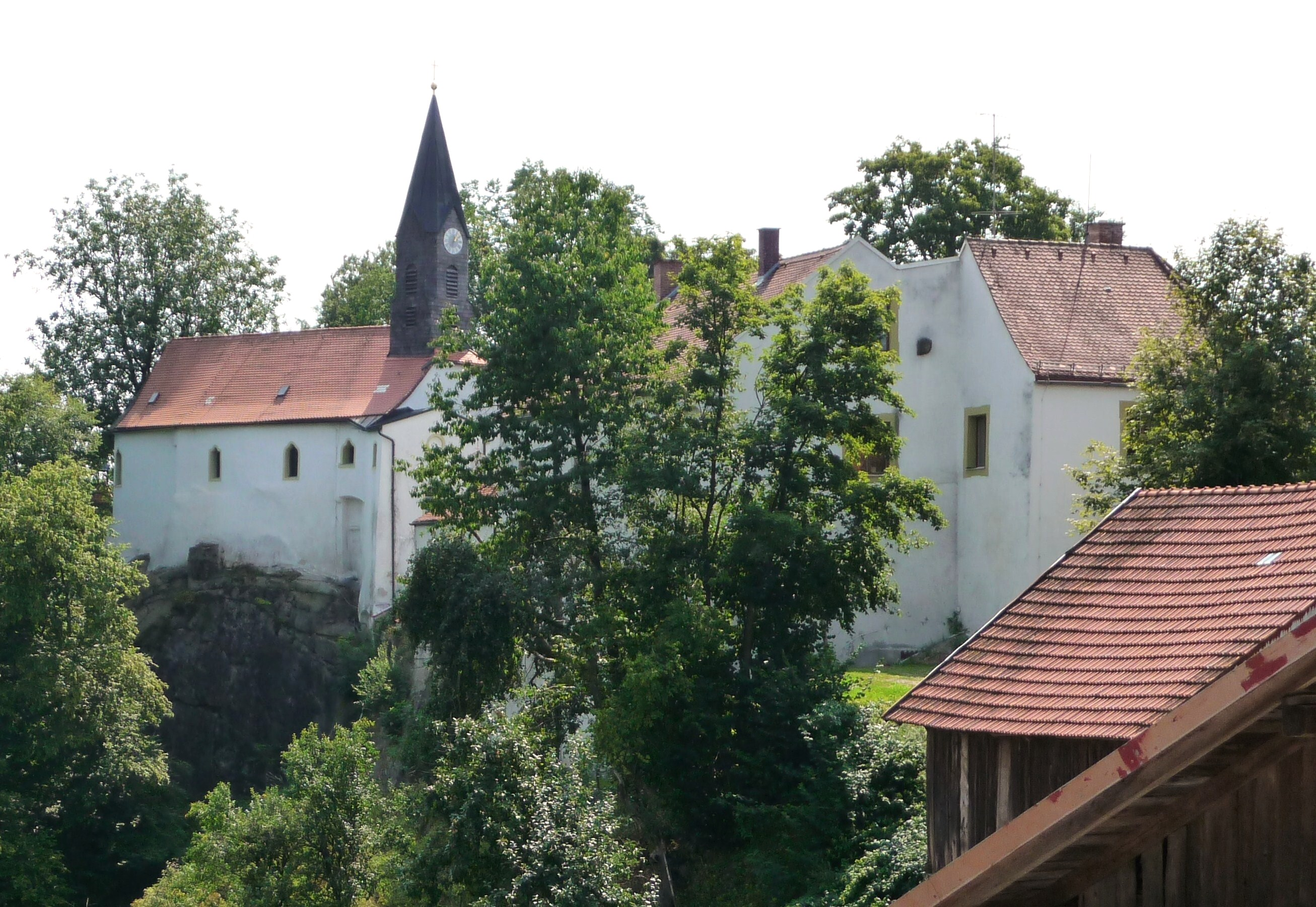
Schloss und Pfarrkirche von Ranfels

Das Schloss Ranfels ist ein Schloss (heute Pfarrhaus) in Ranfels, einem Ortsteil der Gemeinde Zenting im niederbayerischen Landkreis Freyung-Grafenau. Die Anlage wird als Bodendenkmal unter der Aktennummer D-2-7245-0005 im Bayernatlas als „untertägige Befunde im Bereich der mittelalterlichen Burg und des frühneuzeitlichen Schlosses Ranfels“ geführt. Ebenso wird es als denkmalgeschütztes Baudenkmal mit der Aktennummer D-2-72-152-21 genannt.

## Geschichte
Als Erbauer der Spornburg werden die Grafen von Formbach oder die Grafen von Neuburg vermutet. Besitzer waren 1207 die Bischöfe von Passau, die 1243 die Edlen von Hals damit belehnten. Diese verliehen die Herrschaft als Afterlehen weiter. 1259 bis 1262 wohnten hier die Brüder Albertus und Fridericus de Ranvels. Nach dem Aussterben der Halser übernahmen 1375 die Landgrafen von Leuchtenberg Ranfels, 1417 kam es durch Verkauf an Etzel I. in den Besitz der Reichsgrafen von Ortenburg. 1438 verkaufte es Etzel an Herzog Heinrich von Niederbayern. Im Landshuter Erbfolgekrieg wurde die Burg zerstört, anschließend als Schloss wieder aufgebaut. 1517 übernahm es der Ritter Johann von Dachsberg zu Asbach. 1518 errichtete er die Schlosskaplanei mit der zugehörigen Schlosskapelle und baute die Gebäude bis 1520 grundlegend um. Der Torbau wurde 1577 nochmals erneuert.
1784 gelangte das Schloss durch Kauf von den Dachsbergern an das Damenstift St. Anna in München. Von dort wurde Ranfels durch einen eigenen Pfleger verwaltet, bis es 1833 der Bayerische Staat kaufte. Dieser entfernte und verkaufte viele Bauteile und wandelte die noch vorhandenen Gebäude zur Wohnung des Schlosskaplans um. 
Von der einstigen Burg sind noch das Torgebäude mit angrenzenden Wohnbauten im Bereich der Vorburg erhalten. Der Innenhof ist zugänglich. Die aus der Schlosskapelle hervorgegangene Pfarrkirche St. Pankratius steht an der Stelle der ehemaligen Hauptburg.

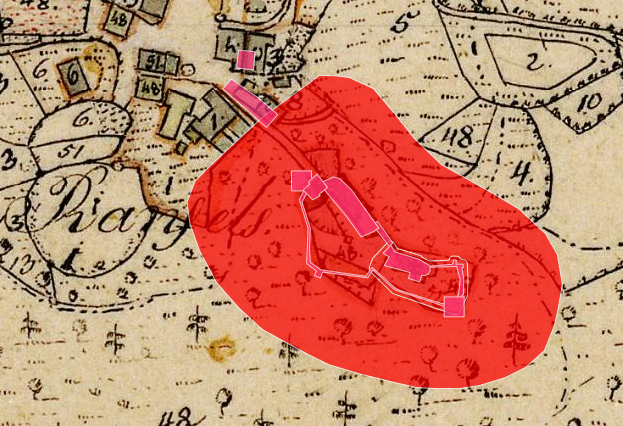
Schloss Ranfels auf dem Urkataster von Bayern

## Baubeschreibung
Seit 1833 Benefiziaten-, dann Pfarrhaus, zweigeschossige Trakte mit Satteldächern über unregelmäßigem Grundriss, Kernbau mittelalterlich, 1577 erneuert; Torhaus, ehemalige Kanzlei, später Stall, zweigeschossiger Walmdachbau mit segmentbogiger Tordurchfahrt, gleichzeitig; Ringmauer, zum Teil mit mächtigen Strebepfeilern, Bruchstein, wohl 16./17. Jahrhundert; Nebengebäude, eingeschossiger Steildachbau, wohl 19. Jahrhundert.